# 롭 베일리
롭 베일리(Rob Bailey)는 호주의 하드 락 밴드 AC/DC의 전 멤버로, 베이시스트이다. 베일리는 1974년부터 밴드의 리듬 섹션으로 정기 연주하고 있었지만, 1975년 1월 피터 클라크와 함께 해고되었다. 베일리는 AC/DC의 첫 번째 뮤직 비디오에 "Can I Sit Next To You"에 출연하였다.